# Oberkrämer

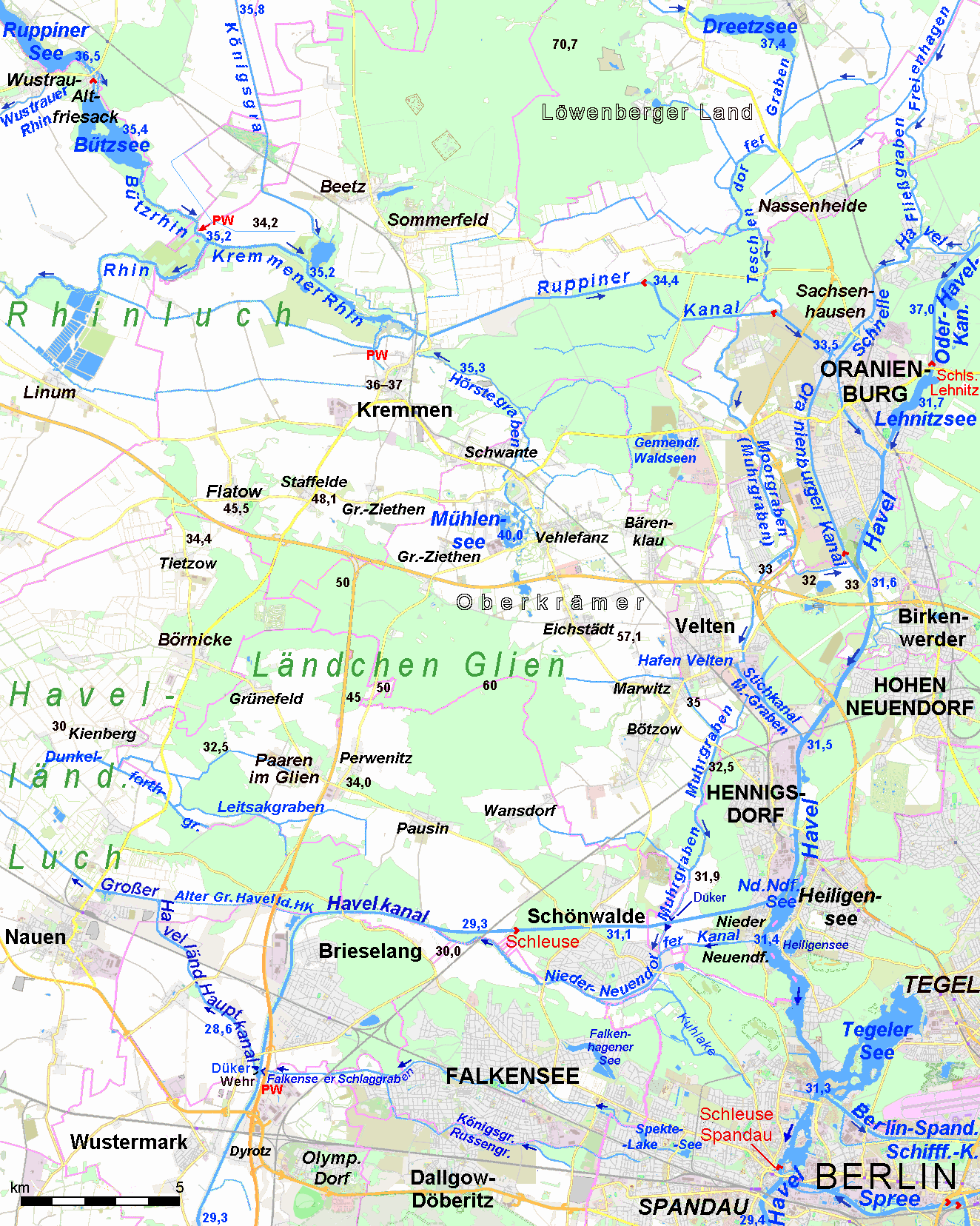
Gemeindegebiet von Oberkrämer und seine Umgebung mit Höhen und Gewässern

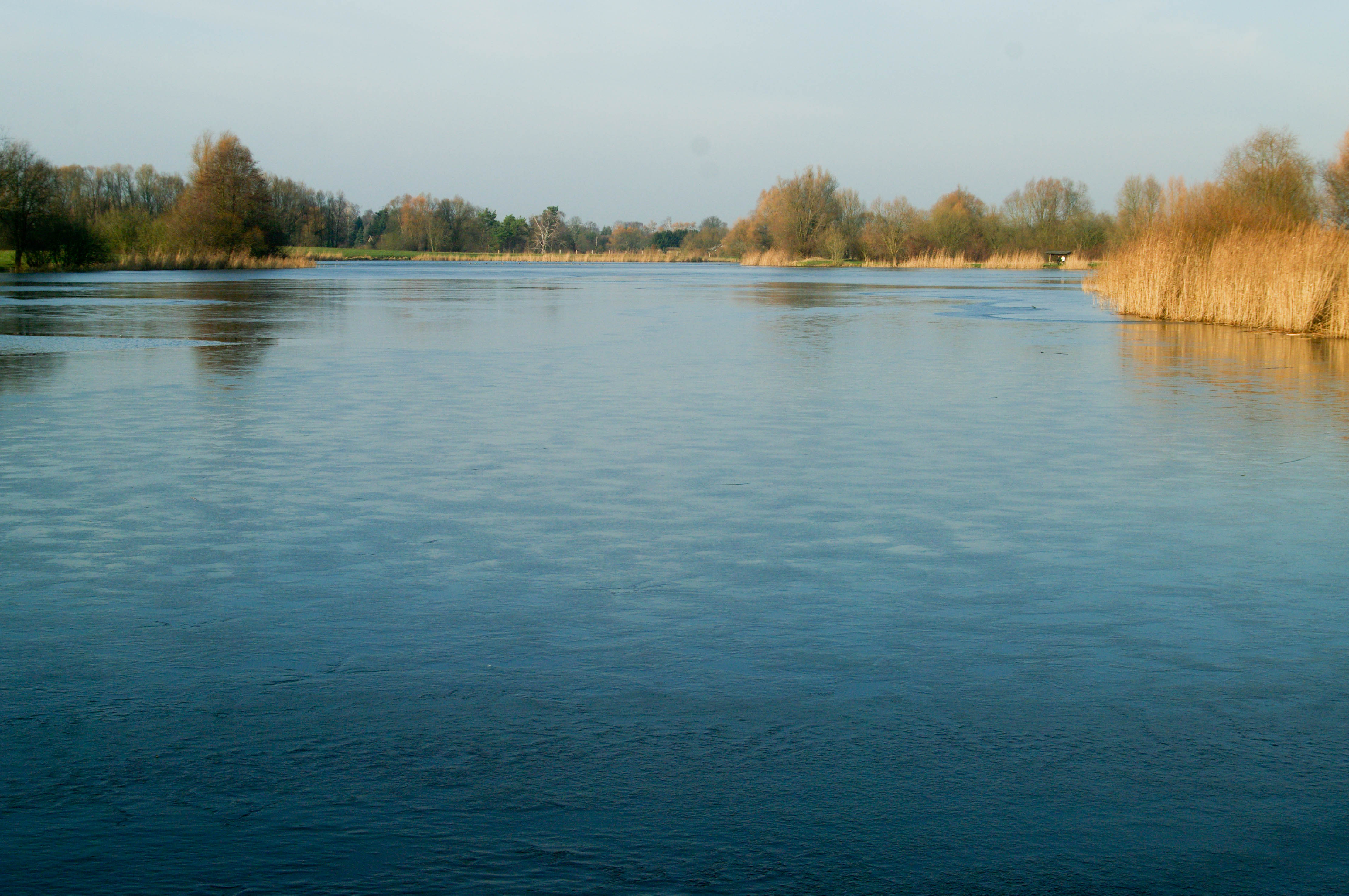
Mühlensee

Oberkrämer ist eine amtsfreie Gemeinde im Landkreis Oberhavel in Brandenburg.

## Geographie
Der Name der Gemeinde ist vom angrenzenden Waldgebiet Krämer abgeleitet. Sie liegt im äußersten Südwesten des Landkreises Oberhavel, mitten im Havelländischen Luch, etwa zehn Kilometer nordwestlich der Berliner Stadtgrenze. Zwischen den Ortsteilen Vehlefanz, Schwante und Neu-Vehlefanz liegt der Mühlensee.

## Gemeindegliederung
Die Gemeinde Oberkrämer gliedert sich laut Hauptsatzung in folgende Ortsteile:
- Bärenklau
- Bötzow
- Eichstädt
- Marwitz
- Neu-Vehlefanz
- Schwante
- Vehlefanz

Auf dem Gemeindegebiet existieren folgende Wohnplätze: Altes Forsthaus Bärenklau, Am Wasserwerk, An Konarskis Pfuhl, Ausbau Eichstädt, Bötzow-Ausbau, Bötzow-West, Försterei Oberkrämer, Haus im Wind, Karlsruh, Klein-Ziethen, Koppehof, Krämerpfuhl, Kuckswinkel, Lindensiedlung, Neu-Schwante, Oberer Priesterweg, Siedlung am Bärenklauer Weg, Sommerswalde, Wendemark, Wirus und Wolfslake.

## Geschichte
Auf dem Mathiasberg befand sich von 1941 bis 1945 eine Versuchsanlage zur Windenergienutzung.
Am 7. Oktober 1989, noch vor dem Fall der Berliner Mauer, wurde im Schwanter Pfarrhaus die Sozialdemokratische Partei in der DDR (SDP) von einer Gruppe von 40 aktiven Bürgerrechtlern gegründet. Sie gehörte zur damaligen Bürgerbewegung. Aus der SDP entstand dann 1990 die ostdeutsche SPD.
Die Geschichte der Gemeinde Oberkrämer geht im Grunde bis 1992 zurück. Im Zuge der Ämterbildung in Brandenburg hatten sich sieben Gemeinden im damaligen Kreis Oranienburg zu einem Verwaltungsverbund, dem Amt Oberkrämer zusammengeschlossen. Am 30. Juli 1992 erteilte der Minister des Innern des Landes Brandenburg seine Zustimmung zur Bildung des Amtes Oberkrämer. Als Zeitpunkt des Zustandekommens des Amtes wurde der 10. August 1992 festgelegt. Das Amt hatte seinen Sitz in der Gemeinde Eichstädt.
Am 27. September 1998 bildeten die Gemeinden Eichstädt, Neu-Vehlefanz und Vehlefanz die neue Gemeinde Oberkrämer. Zum 31. Dezember 2001 wurde aus den Gemeinden Oberkrämer, Bärenklau, Bötzow, Marwitz und Schwante die neue Gemeinde Oberkrämer gebildet. Das Amt Oberkrämer wurde zum selben Datum aufgelöst. Erster und einziger Amtsdirektor war Helmut Jilg.

### Veränderungen des Gemeindegebiets
Seit 1937 fanden auf dem Gebiet der heutigen Gemeinde Oberkrämer vier Gemeindegebietsveränderungen statt. In zwei Fällen handelte es sich um Eingemeindungen, in den anderen beiden Fällen um Gemeindeneugründungen.
| Wirkungsdatum | Aufgelöste Gemeinde                                      | Aufnehmende Gemeinde   | Art der Veränderung |
| ------------- | -------------------------------------------------------- | ---------------------- | ------------------- |
| 1937-01-01    | Neu-Schwante                                             | Schwante               | Eingemeindung       |
| 1938-01-01    | Neu Bötzow                                               | Bötzow                 | Eingemeindung       |
| 1998-05-18    | Eichstädt Neu-Vehlefanz Vehlefanz                        | Oberkrämer (1998–2001) | Gemeindeneugründung |
| 2001-12-31    | Bärenklau Bötzow Marwitz Oberkrämer (1998–2001) Schwante | Oberkrämer             | Gemeindeneugründung |

### Baumdenkmal für die Deutsche Einheit
Das Baumdenkmal für die Deutsche Einheit wurde im Herbst 2015 auf Antrag von Bernd Ostwald (CDU) und Beschluss der Gemeindevertretung auf der Wiese hinter der Gemeindeverwaltung, Pernewitzer Weg 2, gepflanzt und mit Enthüllung des Steins am 9. November 2015 vom Bürgermeister Peter Leys eingeweiht.

## Bevölkerungsentwicklung
Gemeinde Oberkrämer
| Jahr | Einwohner |
| ---- | --------- |
| 1998 | 08 584    |
| 2000 | 09 457    |
| 2005 | 10 727    |
| 2010 | 10 661    |
| 2015 | 10 879    |
| 2020 | 11 833    |

| Jahr | Einwohner |
| ---- | --------- |
| 2021 | 11 860    |
| 2022 | 12 092    |
| 2023 | 12 062    |
| 2024 | 12 145    |

Gebietsstand des jeweiligen Jahres, Einwohnerzahl: Stand 31. Dezember (ab 1991). Ab 2011 auf Basis des Zensus 2011. Ab 2022 auf Basis Zensus 2022
Ortsteile
| Jahr | Bötzow | Schwante | Vehlefanz | Neu-Vehlefanz | Marwitz | Bärenklau | Eichstädt |
| ---- | ------ | -------- | --------- | ------------- | ------- | --------- | --------- |
| 2005 | 2.904  | 1.997    | 1.777     | 348           | 1.400   | 1.294     | 939       |
| 2010 | 2.981  | 2.089    | 1.765     | 385           | 1.429   | 1.288     | 850       |
| 2015 | 3.112  | 2.075    | 1.764     | 367           | 1.496   | 1.517     | 810       |
| 2016 | 3.181  | 2.112    | 1.822     | 384           | 1.518   | 1.436     | 842       |
| 2017 | 3.232  | 2.164    | 1.816     | 394           | 1.536   | 1.515     | 844       |
| 2018 | 3.202  | 2.164    | 1.834     | 394           | 1.679   | 1.542     | 842       |
| 2019 | 3.210  | 2.207    | 1.852     | 385           | 1.950   | 1.572     | 835       |
| 2020 | 3.197  | 2.261    | 1.851     | 368           | 2.030   | 1.556     | 836       |
| 2021 | 3.229  | 2.280    | 1.861     | 376           | 1.989   | 1.561     | 832       |
| 2022 | 3.250  | 2.311    | 1.909     | 381           | 2.060   | 1.593     | 831       |
| 2023 | 3.257  | 2.287    | 1.868     | 380           | 2.052   | 1.601     | 820       |

Angaben der Gemeindeverwaltung Oberkrämer

## Politik

### Gemeindevertretung
Die Gemeindevertretung von Oberkrämer besteht aus 22 Gemeindevertretern und dem hauptamtlichen Bürgermeister. Die Kommunalwahl am 9. Juni 2024 führte bei einer Wahlbeteiligung von 71,4 % zu folgendem Ergebnis:
| Partei / Wählergruppe        | Stimmenanteil 2019 | Sitze 2019 |        | Stimmenanteil 2024 | Sitze 2024 |
| ---------------------------- | ------------------ | ---------- | ------ | ------------------ | ---------- |
| Bürger für Oberkrämer (BfO)  | 37,9 %             | 8          | 26,1 % | 6                  |            |
| AfD                          | 13,6 %             | 3          | 20,4 % | 4                  |            |
| Zukunft Oberkrämer           | –                  | –          | 17,8 % | 4                  |            |
| CDU                          | 11,7 %             | 3          | 11,4 % | 2                  |            |
| Freie Wähler Oberhavel (FWO) | 07,8 %             | 2          | 08,1 % | 2                  |            |
| SPD                          | 12,2 %             | 3          | 07,2 % | 2                  |            |
| Bündnis 90/Die Grünen        | 08,5 %             | 2          | 04,2 % | 1                  |            |
| Die Linke                    | 06,3 %             | 1          | 03,0 % | 1                  |            |
| FDP                          | 01,9 %             | –          | 01,7 % | –                  |            |
| Insgesamt                    | 100 %              | 22         | 100 %  | 22                 |            |

### Bürgermeister
- 1998–2002: Hubert Gediga[22]
- 2002–2008: Helmut Jilg (CDU)[23] (Rücktritt im Februar 2008 wegen Erreichens der Altersgrenze von 65 Jahren)
- 2008–2022: Peter Leys (Bürger für Oberkrämer)
- seit 2022: Wolfgang Geppert (BVB/Freie Wähler)

Leys wurde in der Bürgermeisterwahl am 8. November 2015 mit 64,7 % der gültigen Stimmen  in seinem Amt bestätigt. Er wurde zum 1. März 2022 auf eigenen Wunsch in den Ruhestand versetzt.
In der Bürgermeisterstichwahl am 13. Februar 2022 wurde Geppert mit 68,0 % der gültigen Stimmen zu seinem Nachfolger gewählt. Seine Amtszeit beträgt acht Jahre.

### Wappen
| Wappen von Oberkrämer | Blasonierung: „Über von Blau und Gold gespaltenem Wellenschildfuß gespalten von Silber und Grün, vorn rechts ein Nadelbaum und links ein Laubbaum mit jeweils schwarzem Stamm, hinten zwei übereinander fliegende natürliche Störche.“ |
| Wappen von Oberkrämer | Das Wappen wurde von Christian Gering aus Schönwalde-Dorf und Lynn Tabbert aus Vehlefanz gestaltet und am 6. Januar 1995 durch das Ministerium des Innern genehmigt.                                                                   |

### Flagge
Die Flagge wurde von Christian Gering aus Schönwalde-Dorf und Lynn Tabbert aus Vehlefanz gestaltet und am 17. Februar 1995 durch das Ministerium des Innern genehmigt.
Die Flagge ist Grün – Weiß – Grün (1:2:1) gestreift (Querform: Streifen waagerecht verlaufend, Längsform: Streifen senkrecht verlaufend) und mittig mit dem Wappen belegt.

### Dienstsiegel
Das Dienstsiegel zeigt das Wappen der Gemeinde mit der Umschrift GEMEINDE OBERKRÄMER • LANDKREIS OBERHAVEL.

### Partnergemeinde
Seit 2011 ist Kotuń in Polen Partnergemeinde Oberkrämers.

### Ratsinformationssystem
Die Gemeinde betreibt ein öffentlich zugängliches Ratsinformationssystem.

## Sehenswürdigkeiten
In der Liste der Baudenkmale in Oberkrämer stehen die in der Denkmalliste des Landes Brandenburg eingetragenen Baudenkmale.
- Burg Vehlefanz
- Turmhügelburg Botscheberg
- Bockwindmühle
- Nikolaikirche (Bötzow)
- Schloss Schwante (eigentlich Gutshaus)
- Schloss Sommerswalde bei Schwante
- Remontedepot Bärenklau
- Die Dorfkirche Marwitz ist eine Saalkirche aus dem Jahr 1767. Die Kirchenausstattung stammt einheitlich aus der Bauzeit. Sie umfasst außerdem eine Relieftafel mit einer Darstellung des Evangelisten Johannes aus der ersten Hälfte des 19. Jahrhunderts.
- Dorfkirche Schwante
- Baumdenkmal für die Deutsche Einheit in Eichstädt auf der Wiese hinter der Gemeindeverwaltung wurde am 9. November 2015 gepflanzt

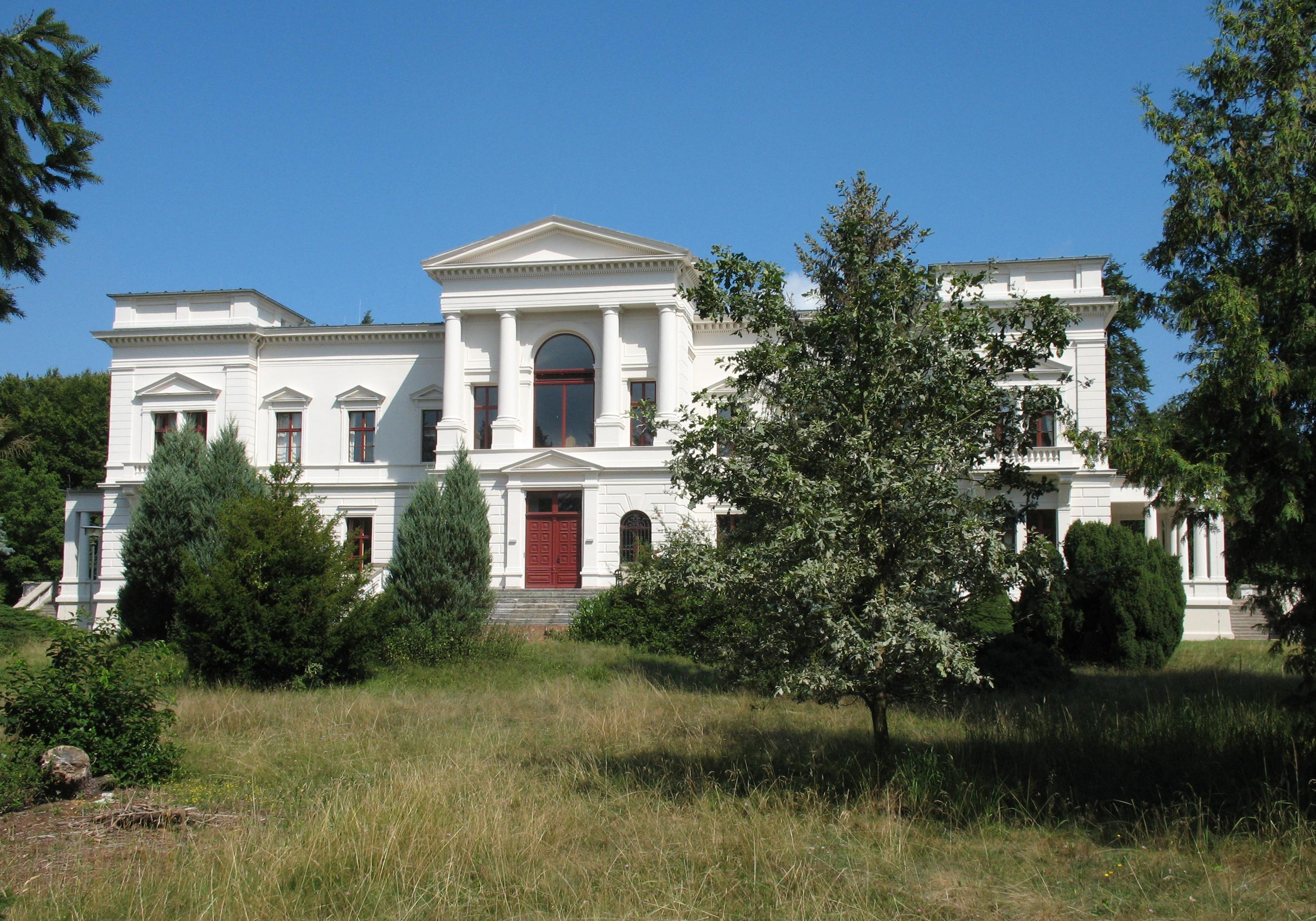
Schloss Sommerswalde
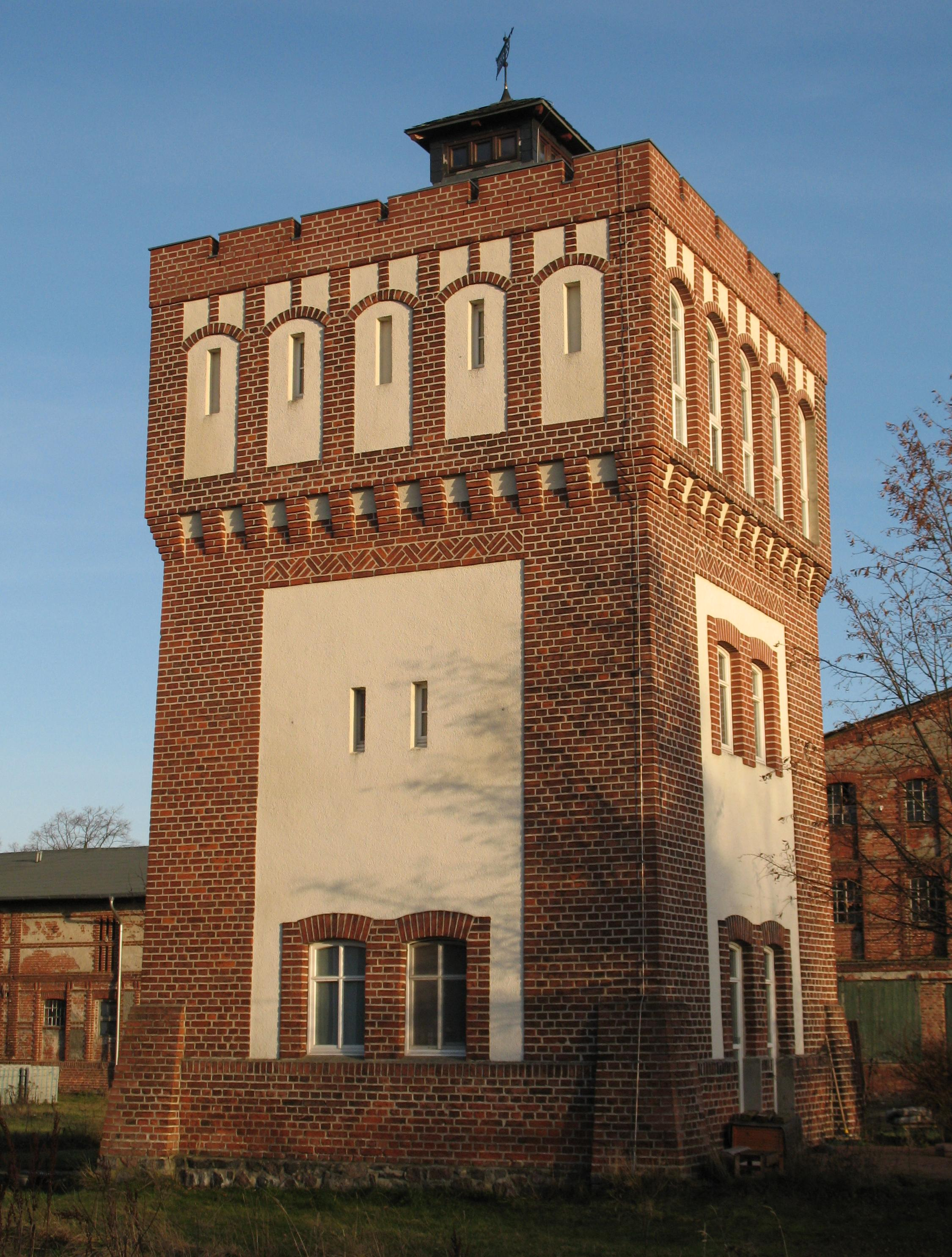
Wasserturm in Schwante
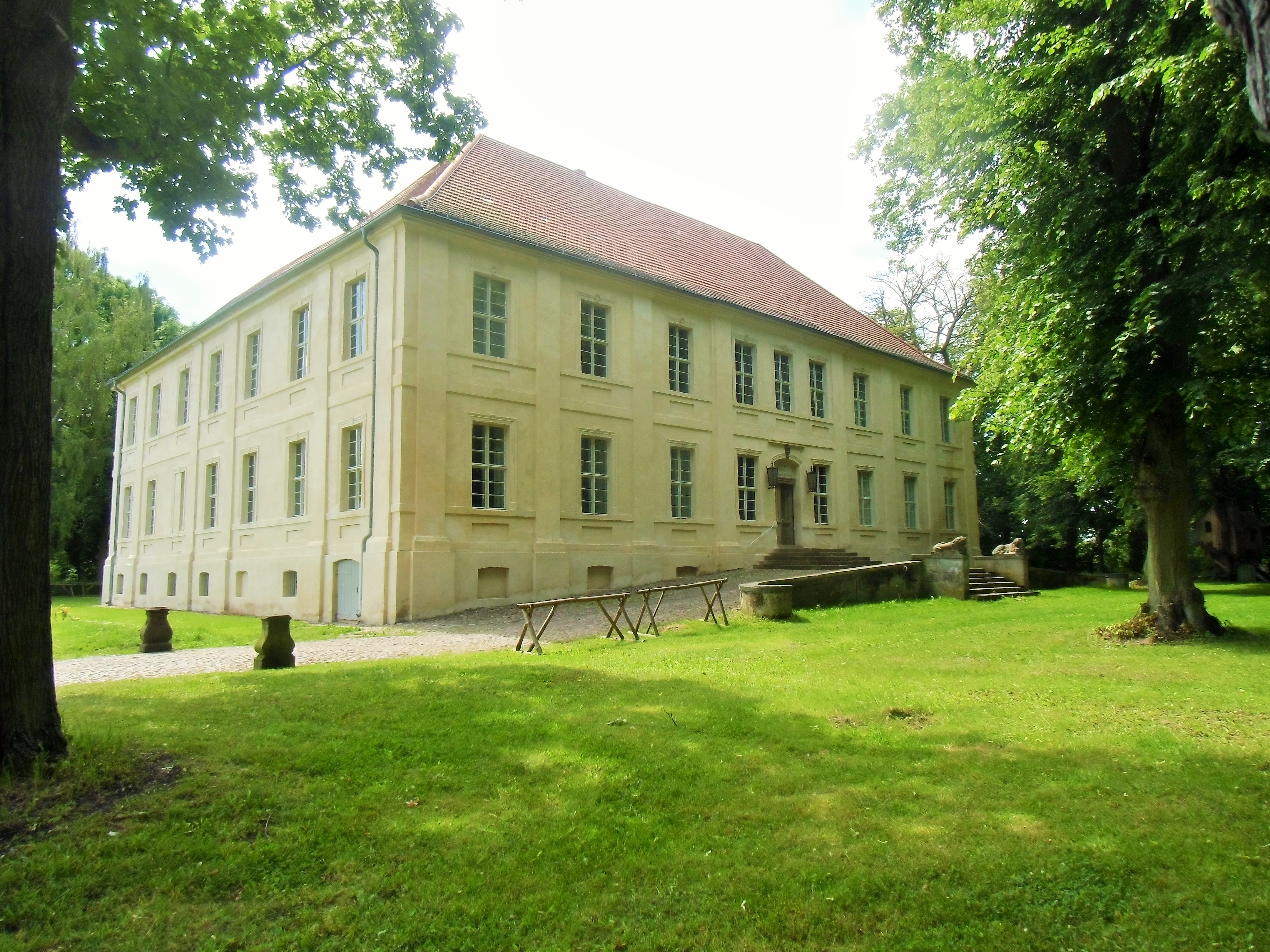
Gutshaus in Schwante
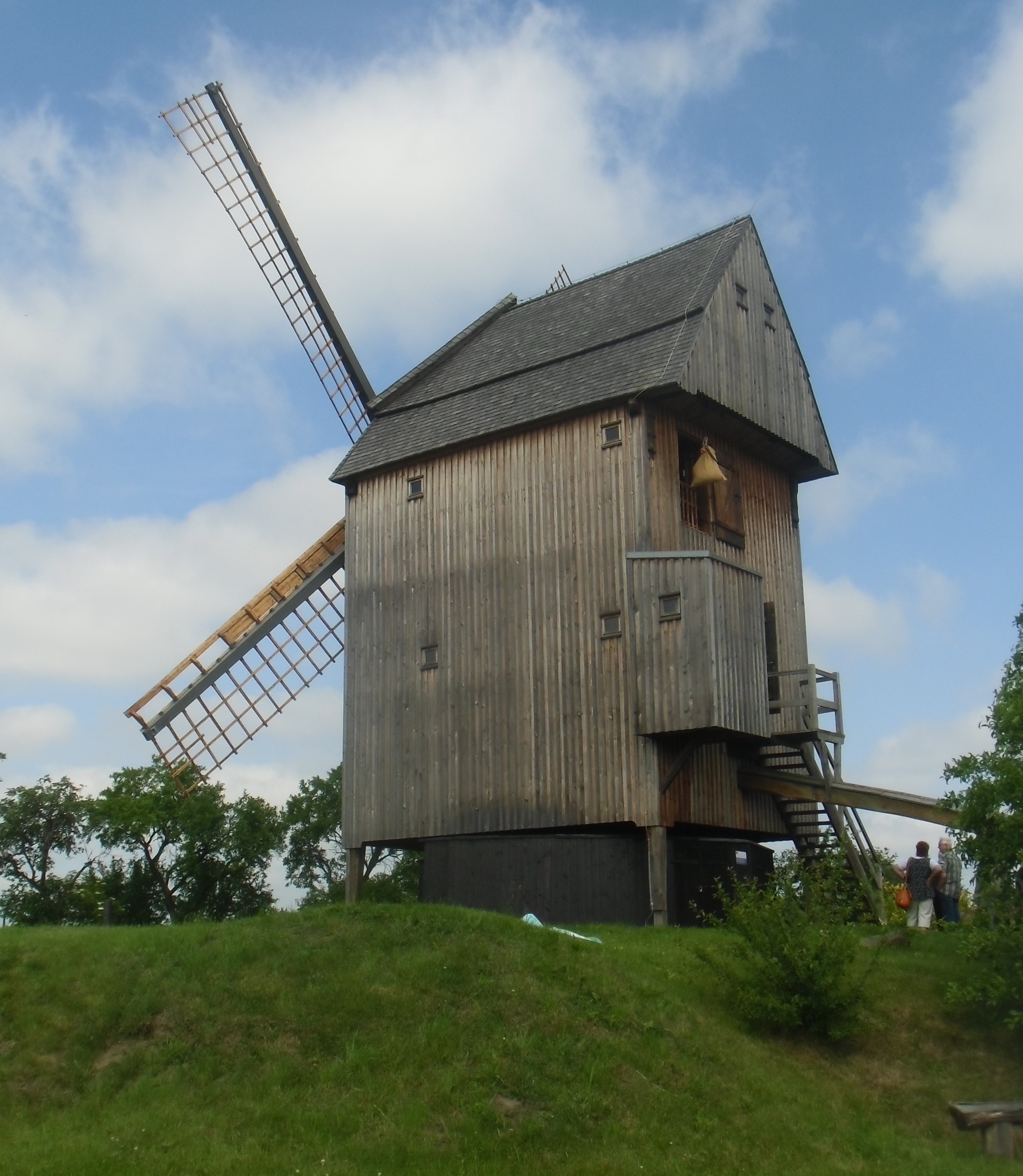
Bockwindmühle in Vehlefanz

## Wirtschaft und Infrastruktur

### Unternehmen
Größere Unternehmen in Oberkrämer sind die Freenet Shop, die ihre Verwaltung in Oberkrämer hat, und die HiPer-Gruppe, ein Maschinenbau- und Medizintechnikunternehmen, das auf keramische Werkstoffe spezialisiert ist und 2012 mit 80 Mitarbeitern rund sechs Millionen Euro Umsatz erwirtschaftete. Die HB-Werkstätten für Keramik in Marwitz wurden von Hedwig Bollhagen gegründet. Ein weiteres Traditionsunternehmen ist die seit 130 Jahren produzierende Bäckerei Plentz in Schwante mit mehreren Filialen in der Gegend und die Tischlerei Thiede, die unter anderem Orgelprospekte und die Inneneinrichtungen von Schienenfahrzeugen (ICE 3, Nord-Ostsee-Bahn, Straßenbahn München) herstellt.
Zur 1994 gegründeten HiPer Ceramics Group gehören die HiPer Ceramics GmbH, die Spezialteile aus Keramik für Maschinenbau und Medizintechnik herstellt, die HiPer Medical, die Endoprothesen und Dentalblanks herstellt sowie die Zellwerk GmbH, die Technik für die Zellkultivierung produziert.

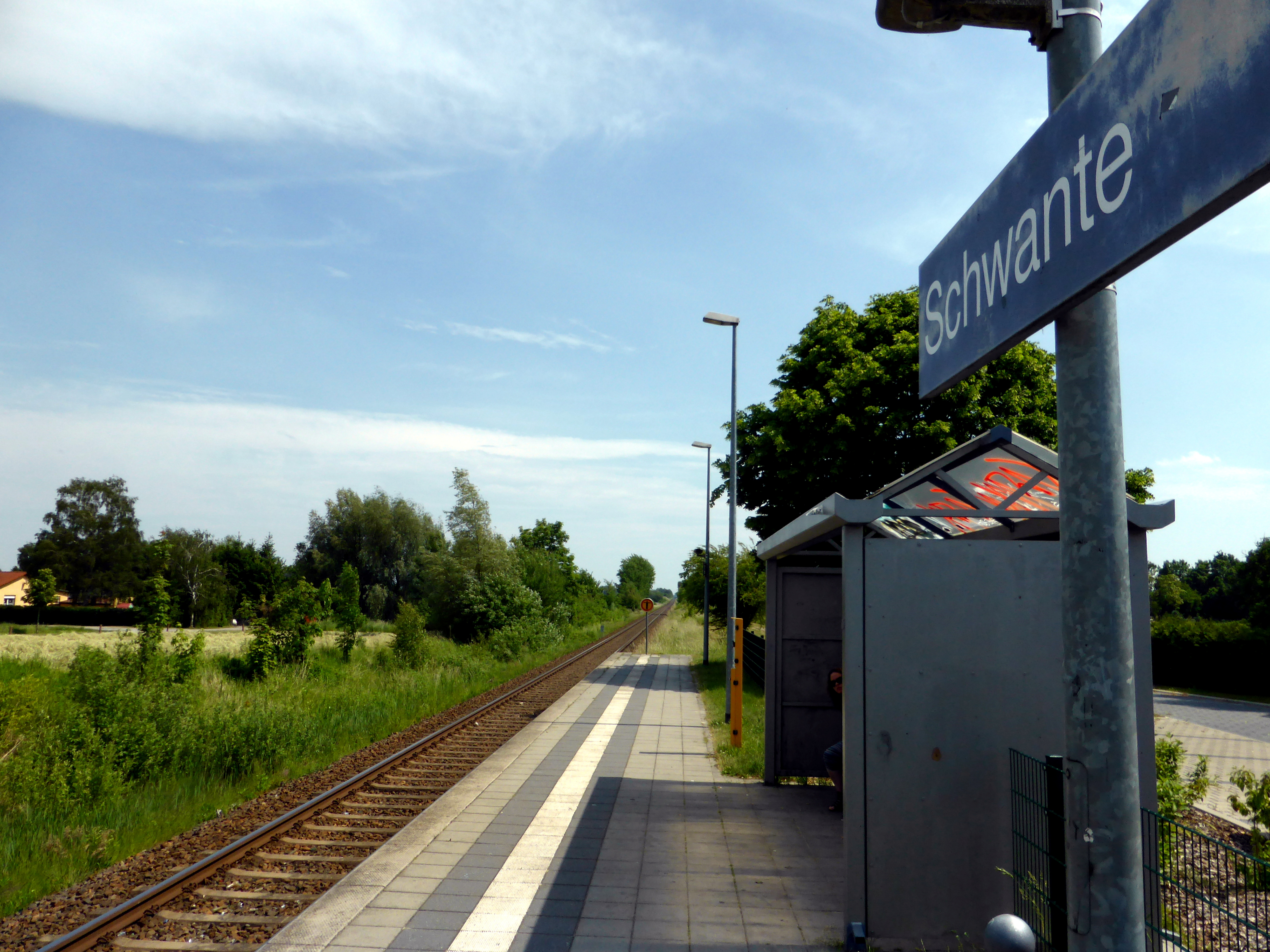
Haltepunkt Schwante

### Verkehr
Oberkrämer liegt an der Landesstraße L 17 nach Hennigsdorf. Über die Anschlussstelle Oberkrämer (bis 2004 Schwante) an der Bundesautobahn 10 ist Oberkrämer an das Bundesfernstraßennetz angebunden. An der Ausfahrt Oberkrämer befindet sich ein Autohof.
Die Ortsteile Bärenklau, Vehlefanz und Schwante besitzen jeweils Haltepunkte an der Bahnstrecke Berlin-Schönholz–Kremmen. Die an den genannten Stationen haltenden Regionalbahnzüge der Linie RB 55 verkehren zwischen Hennigsdorf und Kremmen.
Der Bahnhof Bötzow und die Haltepunkte Bötzow Nord und Marwitz lagen an der Bahnstrecke Nauen–Velten.

### Bildung
Grundschulen:
- Grundschule Bötzow
- Nashorn-Grundschule Vehlefanz

## Persönlichkeiten
- Friedrich August Cochius (1771–1828), Kriegs- und Domänenrat und Geheimer Oberbaurat, in Bötzow geboren
- Eduard Ockel (1834–1910), Maler, in Schwante geboren
- Otto Merten (1874–nach 1939), Reichstags- und Landtagsabgeordneter, in Vehlefanz geboren
- Hedwig Bollhagen (1907–2001), Keramikerin, ehemalige Inhaberin der HB-Werkstätten für Keramik in Marwitz